# Philemon Boit
Philemon Kiprop Boit (16 luglio 1976) è un ex maratoneta keniota.

## Competizioni internazionali
2005
- 9º alla Maratona di Torino ( Torino) - 2h18'26"

2006
- 6º alla Maratona di Tiberiade ( Tiberiade) - 2h18'57"
- 4º alla Maratona di Napoli ( Napoli) - 2h20'24"

2007
- Oro alla Maratona di Brescia ( Brescia) - 2h13'06"

2008
- Bronzo alla Maratona di Mumbai ( Mumbai) - 2h12'34"

2009
- Bronzo alla Maratona di Tiberiade ( Tiberiade) - 2h10'55"

2010
- 5º alla Maratona di Danzhou ( Danzhou) - 2h12'57"
- 14º alla Maratona di Casablanca ( Casablanca) - 2h18'48"

2011
- Oro alla Maratona di Brighton ( Brighton) - 2h16'07"